# European Consortium for Mathematics in Industry
Pour les articles homonymes, voir ECMI.
Le European Consortium for Mathematics in Industry (ECMI) est une organisation professionnelle et savante, un consortium d'institutions de recherche et d'entreprises industrielles qui agissent conjointement dans trois buts:
- promouvoir et soutenir l'utilisation de la modélisation mathématique, la simulation et l'optimisation dans les activités d'importance sociale ou économique.
- éduquer les chercheurs en mathématiques industrielles pour répondre à la demande croissante de tels experts.
- travailler à une échelle européenne.

Il est membre de la Société mathématique européenne.

## Histoire
Un groupe d'études sur les mathématiques industrielles a été créé à Oxford en 1968.
En 1985 le premier congrès de mathématiques industrielles "European Symposium on Mathematics in Industry" (ESMI I) est organisé à Amsterdam. Puis  fonde à Bari la SASIAM (School for Advanced Studies in Industrial and Applied Mathematics) et rencontre d'autres groupes partageant les mêmes objectifs, à Kaiserslautern, Florence, Linz et Oxford.
En 1986-87 est mis en place un programme de deux ans, concernant l'université de Kaiserslautern (Allemagne), le SASIAM (Italie), l'université Kepler de Linz (Autriche), l'Université technique d'Eindhoven (Pays-Bas) et l'université d'Oxford.
Il représente actuellement 18 pays européens.

## Conférences
L'ECMI organise tous les deux ans son congrès : Saint-Jacques de Compostelle (2016), Taormina (2014), Lund (2012), Wuppertal (2010), Londres (2008). Le 20ème congrès est prévu en juin 2018 à Budapest.

## Publication
L'ECMI publie avec Springer le Journal of Mathematics in Industry, dont le premier numéro date de janvier 2011, ainsi que la collection d'ouvrages Mathematics in Industry